# Mária Medvecká
Mária Medvecká (ur. 11 września 1914 r., Medvedzie na Orawie – zm. 23 kwietnia 1987 r., Bratysława) – słowacka artystka malarka, przedstawicielka realistycznego impresjonizmu.
Pochodziła ze starej rodziny drobnej szlachty zagrodowej, związanej od wieków z Orawą, których gniazdem rodzinnym był dwór we wsi Medvedzie (dziś część Twardoszyna). Po maturze, uzyskanej w Koszycach, studiowała w Akademii Pedagogicznej w Bratysławie, po czym pracowała jako nauczycielka w szkołach w Żubrohławie, Twardoszynie, Jabłonce i Namiestowie. Po zakończeniu II wojny światowej podjęła studia artystyczne w Wiedniu oraz w Pradze, u profesora Jána Želibského.
Po powrocie na Orawę poświęciła się w całości pracy artystycznej, stając się malarką rodzinnego regionu i zamieszkujących go ludzi. Uprawiała malarstwo olejne, grafikę, rysunek. Początkowo tworzyła głównie w duchu socjalistycznego realizmu, utrwalając postępy w industrializacji regionu (m.in. budowa zapory na Orawie) i budowie socjalistycznego społeczeństwa. Z czasem skłoniła się ku pracom bardziej impresjonistycznym, przedstawiającym rodzinne krajobrazy, sceny rodzajowe i portrety mieszkańców Orawy.
Mężem Márii Medveckej był Ctibor Belan, również artysta malarz.
Zbiór ok. 260 prac artystki jest eksponowany w galerii jej imienia, utworzonej w 1979 r. w klasycystycznym dworze w Twardoszynie Medvedzim. Jej płótna można obejrzeć również w Galerii Orawskiej w Dolnym Kubinie.